# Mühlenbecker Land
Mühlenbecker Land är en kommun i östra Tyskland, belägen i Landkreis Oberhavel i det tyska förbundslandet Brandenburg. Mühlenbecker Land, som ligger utanför Berlins norra stadsgräns och tillhör Berlin/Brandenburgs storstadsområde.  Orten Mühlenbeck utgör den administrativa centralorten.
Kommunen Mühlenbecker Land bildades 2003 och är indelad i fyra kommundelar, orterna Mühlenbeck, Schildow, Schönfliess och Zühlsdorf, som fram till 2003 var självständiga kommuner.